# Kisalföld Volán
 (septembre 2024).
Si vous disposez d'ouvrages ou d'articles de référence ou si vous connaissez des sites web de qualité traitant du thème abordé ici, merci de compléter l'article en donnant les références utiles à sa vérifiabilité et en les liant à la section « Notes et références ».
Kisalföld Volán ([ˈkiʃɒlføld ˈvolaːn]) est une compagnie de bus d'État hongroise desservant Győr et le comitat de Győr-Moson-Sopron.
En 2008, la compagnie bénéficie d'un effectif de 500 véhicules.
En janvier 2015, elle a fusionné ainsi que d'autres compagnies dans le ÉNYKK.